# Stefánszky István
Stefánszky István (? –) magyar színész.

## Életpályája
Érettségi után a Nemes Nagy Ágnes Művészeti Szakközépiskolában tanult. 2012-2017 között a Kaposvári Egyetem színész szakán tanult, Vidnyánszky Attila osztályában. 2017-től a kaposvári Csiky Gergely Színház tagja.

## Színházi szerepei

### Csiky Gergely Színház
- Oscar (2023) ...Philippe, kiropraktőr
- A képzelt beteg (2023) ...Rafinat, közjegyző
- Legénybúcsú (2022) ...Londiner
- A makrancos hölgy (2022) ...Hortenzio – Bianca kérője
- Bánk bán (2022) ...Mikhál bán
- Madagaszkár (2021) ...Hajós kapitány/ Rendőr/ Fossza I./ Látogató/ Maki/ Steak
- ALíz Csudaországban (2021) ...Nyuszifül, a stréber
- Csárdáskirálynő (2021) ....Aloise Hübner báró, gavallér,pincér
- Buborékok (2019) ...Róbert
- Medve és a Kislány (2019)
- Palos Verdes, Kalifornia (2019) ...Jim
- SUGAR (Some like it hot) - Van, aki forrón szereti (2019) ...Második gengszter (Dude gengsztere)
- A padlás (2019) ...Meglökő, óriás szellem, 560 éves, süketnéma
- Osztályvigyázz! (2019)
- Énekes madár (2018)